# Малярство на склі
Малярство на склі  — один з давніх народних промислів України, що був заснований на яскравих мистецьких традиціях історії, він полягає в нанесенні зображення із зворотної сторони поверхні скла. В малярстві (малюванні) на склі проявилися естетичні вподобання народу, а також уявлення буття явищ природи.
Техніка полягає в тому що шар фарби наноситься з звороту, як наслідок, все зображення міститься під надійним захистом скла, воно блищить та захищене від зовнішніх пошкоджень. Якщо під скло підкласти позлітку, то в такому разі додаткова фактура посилює блиск та мерехтіння поверхні. Очевидно техніка малярства на склі була і значною мірою є доволі привабливою для українських народних майстрів.

## Історія
Ця техніка сягає витоками часів Візантії та Риму, та має давні мистецькі традиції як в професійному, так і у народному мистецтві. З активним поширенням в Європі, листового скла, іконописці почали використовувати техніку малярства на селі, для створення християнських образів.
В Центральній Європі розвиток малярства на склі відбувся в 18 столітті. Техніка активно розвивалася у країнах, де здавна проживали українці, зокрема у Румунії, Польщі, Словаччині. У власне Україні малярство на склі найбільше поширилося в Карпатах, а також на Покутті і Поділлі. В 19 столітті це мистецтво набуло значного поширення в Західній Україні, та належало до розповсюджених видів живопису.

## Тематика
Малярство на склі в Україні має два напрями: світське і релігійне.
Найпопулярнішими сюжетами для ікон були зображення святих Миколи, Юрія, Іллі, Петра і Павла, Богородиці, Параскеви П'ятниці, Варвари, Катерини та інших.

## Художники
Серед українських художників у цій техніці працювали та працюють О. Кульчицька, Р. Петрук, О. Сорохтей, О. Шатківський, М. Сельківська.